# رجا سين
رجا سين (بالإنجليزية: Raja Sen)‏ هو مخرج هندي، ولد في 10 نوفمبر 1955 في كلكتا في الهند.

## وصلات خارجية
- رجا سين على موقع IMDb (الإنجليزية)
- رجا سين على موقع أول موفي (الإنجليزية)
- رجا سين على موقع كينوبويسك (الروسية)